# ایرلندی‌ها
گروه قومیِ اصلی تشکیل‌دهندهٔ ایرلند مردمان ایرلندی اند. جمعیت ایرلندی‌هایی که خارج از ایرلند زندگی می‌کنند از جمعیت موجود در خود جزیرهٔ ایرلند بسیار بیشتر است.

## نژاد ایرلندی
دانشمندان اقدام به مطالعه توالی ژنوم یک زن متعلق به عصر نوسنگی کرده‌اند که حدود ۵ هزار و ۲۰۰ سال پیش در منطقه امروزی بلفاست زندگی می‌کرده است.
پژوهش‌های ژنتیکی انجام‌شده روی نمونه‌های باستانی یک زن ۵ هزارساله و سه مرد ۴ هزارساله در ایرلند نشان می‌دهد که‌موج نخست مهاجرت ساکنان این کشور از خاورمیانه بوده و موج دوم نیز ۴ هزار سال پیش از سواحل دریای سیاه به جزیرهٔ بریتانیا به وقوع پیوست‌ها ست و نژاد مردمان ایرلندی را تشکیل داده است.
در این بررسی‌ها پژوهشگران دریافتند زنی که در دوران نوسنگی در ایرلند زندگی می‌کرده است، دارای موهای سیاه و چشمانی قهوه‌ای‌رنگ بوده و همچنین مشخص شد که اجداد وی از منطقه خاورمیانه به این بخش از اروپا مهاجرت کرده بودند.
همچنین در مطالعات بعدی دیگری نشان داده شد که در حدود یک‌سوم از اجداد مردانی ۴ هزارسالهٔ مورد مطالعه قرارگرفته نیز، از مناطق ساحلی دریای سیاه به این کشور مهاجرت کرده بودند.

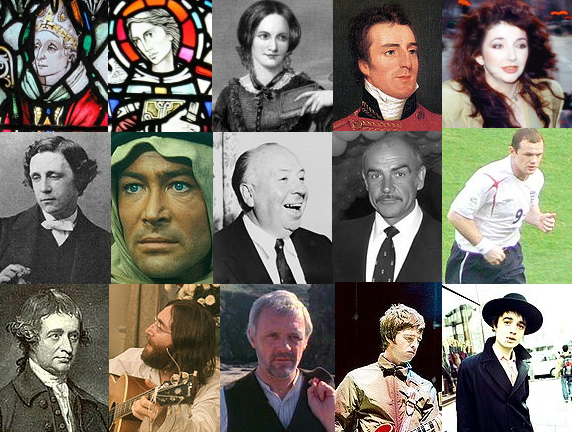
1st row: Saint Brigid • Brian Boru • Hugh O'Neill • رابرت بویل • Arthur Guinness • Wolfe Tone • آرتور ولزلی (اولین دوک ولینگتون) 2nd row: Daniel O'Connell • برام استوکر • Edward Carson • اسکار وایلد • Douglas Hyde • ویلیام باتلر ییتس • ارنست شکلتون 3rd row: جیمز جویس • ایمون دو والرا • مایکل کولینز (رهبر ایرلندی) • مورین اوهارا • جرج بست • مری مک‌آلیس • لیام نیسون 4th row: پیرس برازنان • بونو • انیا • Cillian Vallely • Andrea Corr • جاناتان ریس میرز • سیرشا رونان